# Cheiracanthium kibonotense
Cheiracanthium kibonotense is een spinnensoort uit de familie Cheiracanthiidae.
De wetenschappelijke naam van de soort werd in 1921 gepubliceerd door Roger de Lessert.